# Дадестан-и Дениг
Дадестан-и Дениг ([daːdestaːn iː deːniːɡ], «Религиозные суждения») или Пурсишн-Намаг ([puɾsiʃnaːmaɡ], «Книга вопросов») — среднеперсидское произведение IX века, написанное Манушчихром, верховным жрецом персидской зороастрийской общины Парса и Кермана, сыном Джуванджама и братом Задспрама. Работа состоит из введения и девяноста двух вопросов с ответами Манушчихра. Его вопросы варьируются от религиозных до социальных, этических, юридических, философских, космологических и т. д. Стиль его работ малопонятный, насыщенный и находится под сильным влиянием новоперсидского языка.